# الكتاب المقدس والعنف

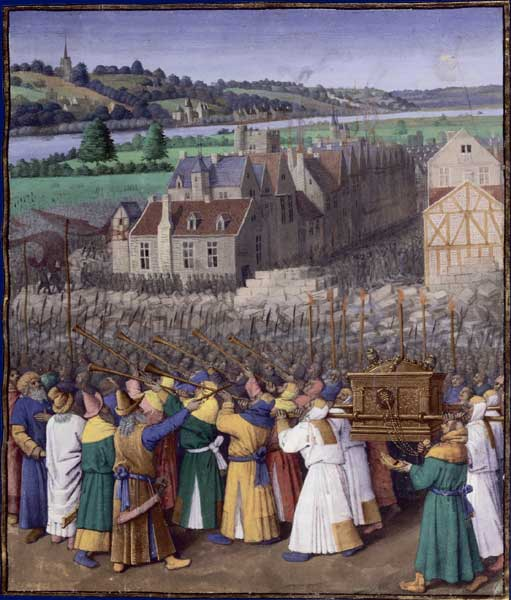
الاستيلاء على أريحا (جان فوكيه، 1452-1460)

يحتوى الكتاب المقدس سواء العهد القديم أو العهد الجديد على العديد من المقاطع التي إما تتخد منهج ومنحنى عنيف أو أخرى ترفض العنف. ومن الأمثلة على الأحداث العنيفة سرد الأنشطة التي قامت بها أمة بني إسرائيل في صراعها مع غير اليهود. بالإضافة للصراعات الأهلية والتمييز بين البشر على أساس عنصري قومي.
قد يظهر العنف في الكتاب المقدس في القصص، أو الأشعار أو أوامر الرب سواء الأوامر بالقتل والعنف والحرب ضد عدد من الفئات أو بإدانة العنف ضد فئات أخرى، فقد يظهر العنف على شكل حروب أو قتل أو اغتصاب أو الرجم أو انتهاكات جنسية أو استرقاق أو عقوبات جنائية العنيفة. تلك النصوص لها تاريخ من التفسير في الثقافة الغربية التي تشمل كل من معارضة أو تبرير أعمال العنف.

## في العهد القديم

### الاستخدام للكلمة
كلمة אַלִימוּת تعني بالعبرية العنف أو الظلم، استخدم مصطلح العنف لأول مرة في سفر التكوين 6:11: ﴿وَفَسَدَتِ الْأَرْضُ أَمَامَ اللَّهِ، وَٱمْتَلأَتِ الأَرْضُ ظُلْمًا.﴾:256:5 وقد تكررت ستين مرة في العهد القديم، هو دائما ما تُستخدم لوصف العنف الجسدي (مثل التكوين 49:5، والقضاة 9:24).:2 وفي بعض الأحيان تشير إلى الشر الشديد (إشعياء 53:8، 59:6)،:10–11 وقد تشير إلى العنف اللفظي أو الأخلاقي، وفي بعض الأحيان يُفسّر كصرخة إلى الله في وجه الظلم (إرميا. 6:7).:3

### في الأسفار

#### سفر العدد

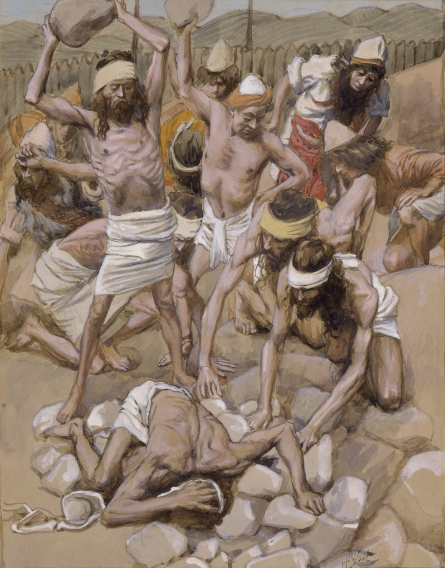
رجم كاسر السبت لجيمس تيسو 1900

يذكر السفر قصة رجم الرجل الذي عمل في يوم السبت، حيث أمر الرب أن يتم رجمه، ﴿فَأَخْرَجَهُ كُلُّ الْجَمَاعَةِ إِلَى خَارِجِ الْمَحَلَّةِ وَرَجَمُوهُ بِحِجَارَةٍ، فَمَاتَ كَمَا أَمَرَ الرَّبُّ مُوسَى﴾ (العدد 15:36).
أما العدد:31 فيعتبر أكثر الإصحاحات الجدلية في السفر، والتي تحض على القتل وسبي النساء والأطفال وحرق المدن خلال الحرب في مؤاب، ومن هذه النصوص: ﴿وَسَبَى بَنُو إِسْرَائِيلَ نِسَاءَ مِدْيَانَ وَأَطْفَالَهُمْ، وَنَهَبُوا جَمِيعَ بَهَائِمِهِمْ، وَجَمِيعَ مَوَاشِيهِمْ وَكُلَّ أَمْلَاكِهِمْ. وَأَحْرَقُوا جَمِيعَ مُدُنِهِمْ بِمَسَاكِنِهِمْ، وَجَمِيعَ حُصُونِهِمْ بِالنَّارِ. العدد 31: 10-11﴾ وكما تحتوى على الأمر بقتل الأطفال الأسرى وبعض النساء: ﴿فَٱلآنَ اقْتُلُوا كُلَّ ذَكَرٍ مِنَ الأَطْفَالِ. وَكُلَّ امْرَأَةٍ عَرَفَتْ رَجُلاً بِمُضَاجَعَةِ ذَكَرٍ اقْتُلُوهَا. لكِنْ جَمِيعُ الأَطْفَالِ مِنَ النِّسَاءِ اللَّوَاتِي لَمْ يَعْرِفْنَ مُضَاجَعَةَ ذَكَرٍ أَبْقُوهُنَّ لَكُمْ حَيَّاتٍ. العدد 31: 17-18﴾.

#### سفر يشوع
يظهر الأمر بالعنف مرة أخرى في معركة أريحا. حيث أمر يشوع بحرق كل ما في المدينة بما فيها من رجل وامرأة وطفل وشيخ حتى البقر والغنم ما عدا راحاب الزانية حسب نص يشوع 6، ﴿وَحَرَّمُوا كُلَّ مَا فِي الْمَدِينَةِ مِنْ رَجُل وَٱمْرَأَةٍ، مِنْ طِفْل وَشَيْخٍ، حَتَّى الْبَقَرَ وَالْغَنَمَ وَالْحَمِيرَ بِحَدِّ السَّيْفِ﴾، ﴿وَأَحْرَقُوا الْمَدِينَةَ بِالنَّارِ مَعَ كُلِّ مَا بِهَا، إِنَّمَا الْفِضَّةُ وَالذَّهَبُ وَآنِيَةُ النُّحَاسِ وَٱلْحَدِيدِ جَعَلُوهَا فِي خِزَانَةِ بَيْتِ الرَّبِّ.﴾.:100,101 فشلت المحاولة الأولى للاستيلاء على المدينة، وبعد محاولة ثانية ينتصر بنو إسرائيل وينتهي يشوع 8 بحرق المدينة بأكملها ومقتل جميع سكانها.

## في العهد الجديد

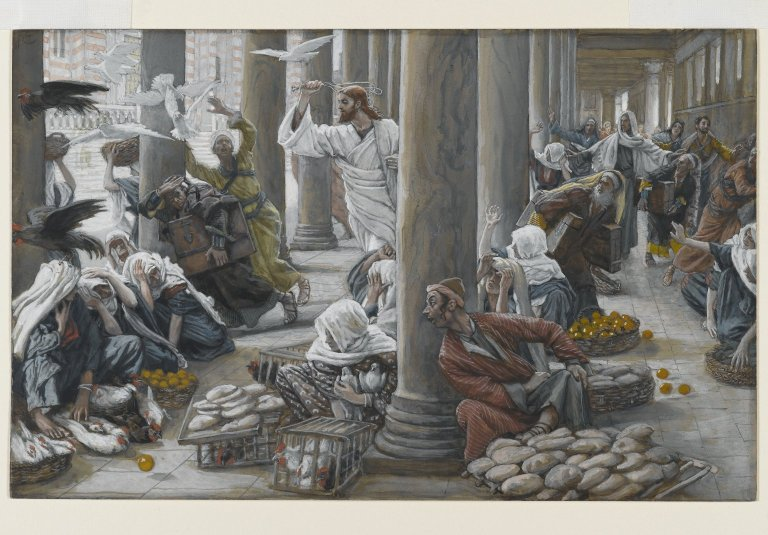
تطهير المسيح للهيكل.

ترد أقوال ليسوع توحي بالدعوة للعنف مثل نص متى 10: 34 ﴿لَا تَظُنُّوا أَنِّي جِئْتُ لِأُلْقِيَ سَلَامًا عَلَى الْأَرْضِ. مَا جِئْتُ لِأُلْقِيَ سَلَامًا بَلْ سَيْفًا﴾.:176ff بالإضافة لحادثة تطهير الهيكل التي تُعتبر عمل عنيف مباشر من قِبل يسوع. وثمة أقوال أخرى ليسوع تعارض وتنبذ العنف، مثل إدارة الخد الآخر رافضاً فكرة الانتقام أو العين بالعين حيث قال يسوع في موعظته على الجبل (متى 5:38–40): ﴿سمِعْتُمْ أَنَّهُ قِيلَ: عَيْنٌ بِعَيْنٍ وَسِنٌّ بِسِنٍّ. وَأَمَّا أَنَا فَأَقُولُ لَكُمْ: لَا تُقَاوِمُوا ٱلشِّرِّيرَ، بَلْ مَنْ لَطَمَكَ عَلَى خَدِّكَ ٱلْأَيْمَنِ، فَأَدِرْ لَهُ ٱلْآخَرَ أَيْضًا. وَمَنْ أَرَادَ أَنْ يُحَاكِمَكَ وَيَأْخُذَ قَمِيصَكَ، فَٱتْرُكْ لَهُ رِدَاءَكَ أَيْضًا.﴾ بالإضافة لدعوة يسوع إلى المحبة والإحسان تجاه الأعداء (متى 5:44): ﴿وَأَمَّا أَنَا فَأَقُولُ لَكُمْ: أَحِبُّوا أَعْدَاءَكُمْ. بَارِكُوا لَاعِنِيكُمْ. أَحْسِنُوا إِلَى مُبْغِضِيكُمْ، وَصَلُّوا لِأَجْلِ الَّذِينَ يُسِيئُونَ إِلَيْكُمْ وَيَطْرُدُونَكُمْ،﴾ وبحسب الباحث كارل فوت تعد هذه الآية أهم المعتقدات المركزية للأخلاق المسيحية، ويذكر الباحث اللاهوتي أولريش لوتز أن الأفكار التي تنقلها هذه الآية هي ما يفصل المسيحية عن جميع الأديان التي سبقتها. ومن الأمثلة الأخرى على رفض العنف في العهد الجديد قصة عدم رجم المرأة الزانية.:159